# Myiagra erythrops
Myiagra erythrops е вид птица от семейство Monarchidae.

## Разпространение
Видът е разпространен в Палау.